# Valea Oltețului
Valea Oltețului este o arie protejată de interes național ce corespunde categoriei a IV-a IUCN (rezervație naturală de tip mixt) situată în județul Olt, pe teritoriile administratoive ale comunelor: Bârza, Dobrun, Fălcoiu, Pârșcoveni, Șopârlița și Voineasa.

## Localizare
Aria naturală cu o suprafață de 900 hectare se află în Câmpia Română, în extremitatea vestică a județului Olt aproape de limita teritorială cu județul Gorj, pe cursul inferior al râului Olteț, unul din afluenții de dreapta al Oltului.

## Descriere
Rezervația naturală a fost declarată arie protejată prin Hotărârea de Guvern Nr.2151 din 30 noiembrie 2004 (privind instituirea regimului de arie naturală protejată pentru noi zone) și se întinde pe o suprafață de 900 hectare. Aceasta este inclusă în situl de importanță comunitară omonim și reprezintă o arie naturală aflată în bazinul inferior al Văii Oltețului, ce deține mai multe clase de habitate: cu păduri de luncă, plaje de nisip, lunci aluvionare, cursuri de apă, terenuri agricole cultivate și pajiști; cu floră (de silvostepă și luncă) și faună specifice zonelor umede din Câmpia Română.

## Biodiversitate
La baza desemnării rezervației se află câteva specii faunistice (mamifere, pești, amfibieni și insecte) aflate pe lista roșie a IUCN și enumerate în anexa I-a a Directivei CE 92/43/CE din 21 mai 1992 (privind conservarea habitatelor naturale și a speciilor de faună și floră sălbatică).

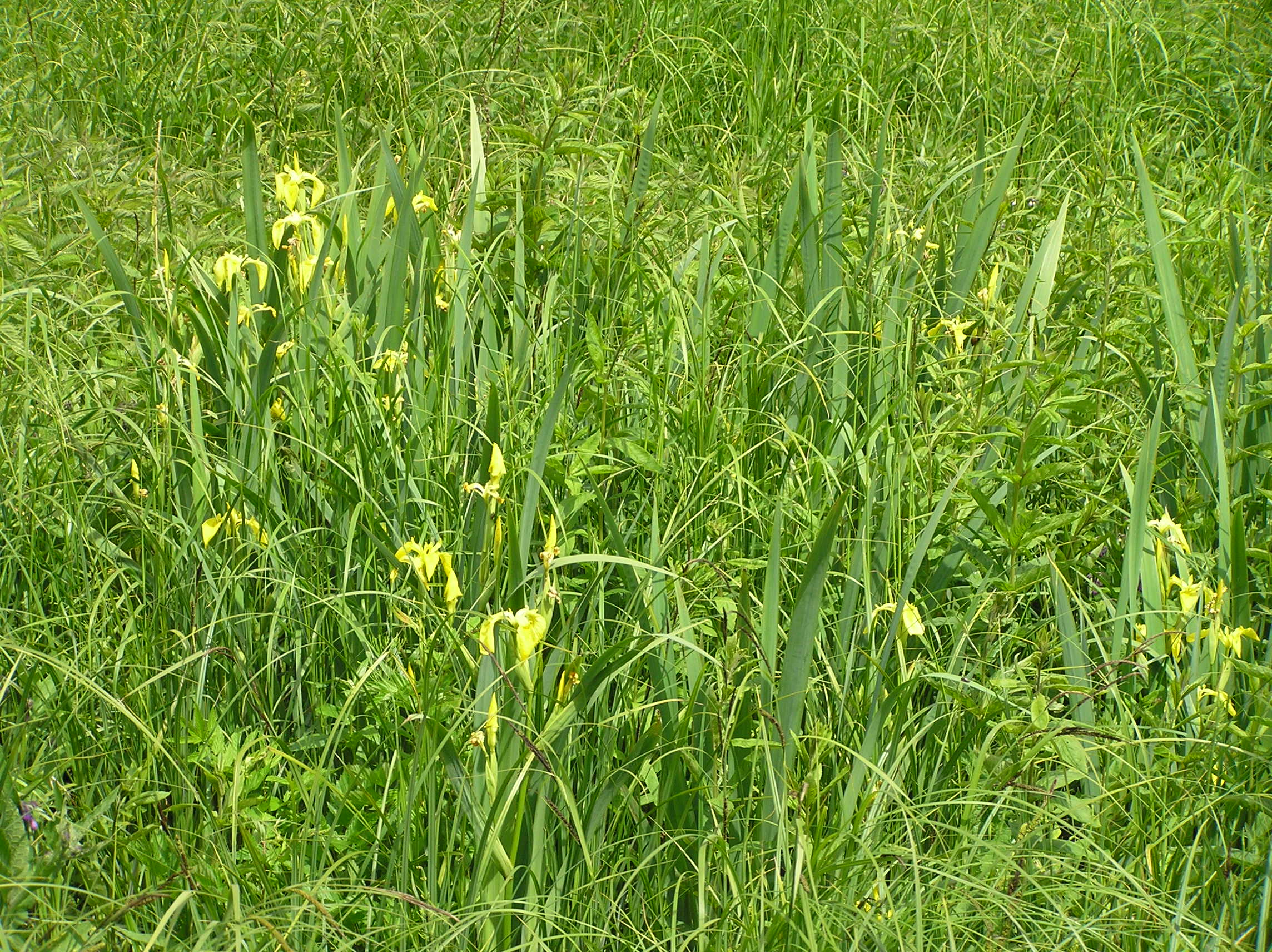
Stânjenel-de-baltă (Iris pseudacorus)

Specii faunistice protejate semnalate în arealul rezervației naturale: căprioară (Capreolus capreolus) mistreț (Sus scrofa), vulpe (Vulpes velpes crucigera), iepure de câmp (Lepus europaeus) și liliacul mic cu potcoavă (Rhinolophus hipposideros); cu specii de: nisipariță (Sabanejewia romanica - specie endemică pentru România), zvârlugă (Cobitis taenia), țipar (Misgurnus fossilis), buhaiul-de-baltă-cu-burta-roșie (Bombina bombina) și tritonul cu creastă (Triturus cristatus) sau o libelulă din specia Ophiogomphus cecilia.
Flora rezervației este una diversă, constituită din specii de arbori, arbusti, ierburi și flori. Printre speciile arboricole prezente în rezervație se află arinul negru (Alnus glutinosa), răchita (Salix alba) și plopul alb (Populus alba). 
La nivelul ierburilor sunt întâlnite mai multe specii vegetale dintre care unele protejate prin aceeași Directivă a Consiliului European 92/43/CE din 21 mai 1992; astfel: papură pitică (Typha minima), stânjenel-de-baltă (Iris pseudacorus), nufăr alb (Nymphaea alba), nufăr galben (Nuphar lutea), lucernă (din specia Medicago arabica), trifoi (specia Trifolium michelianum) sau specia endemică de garofiță  - Dianthus trifasciculatus ssp. deserti. 